# リシャット構造
座標: 北緯21度03分32秒 西経11度28分31秒 / 北緯21.058871度 西経11.475220度

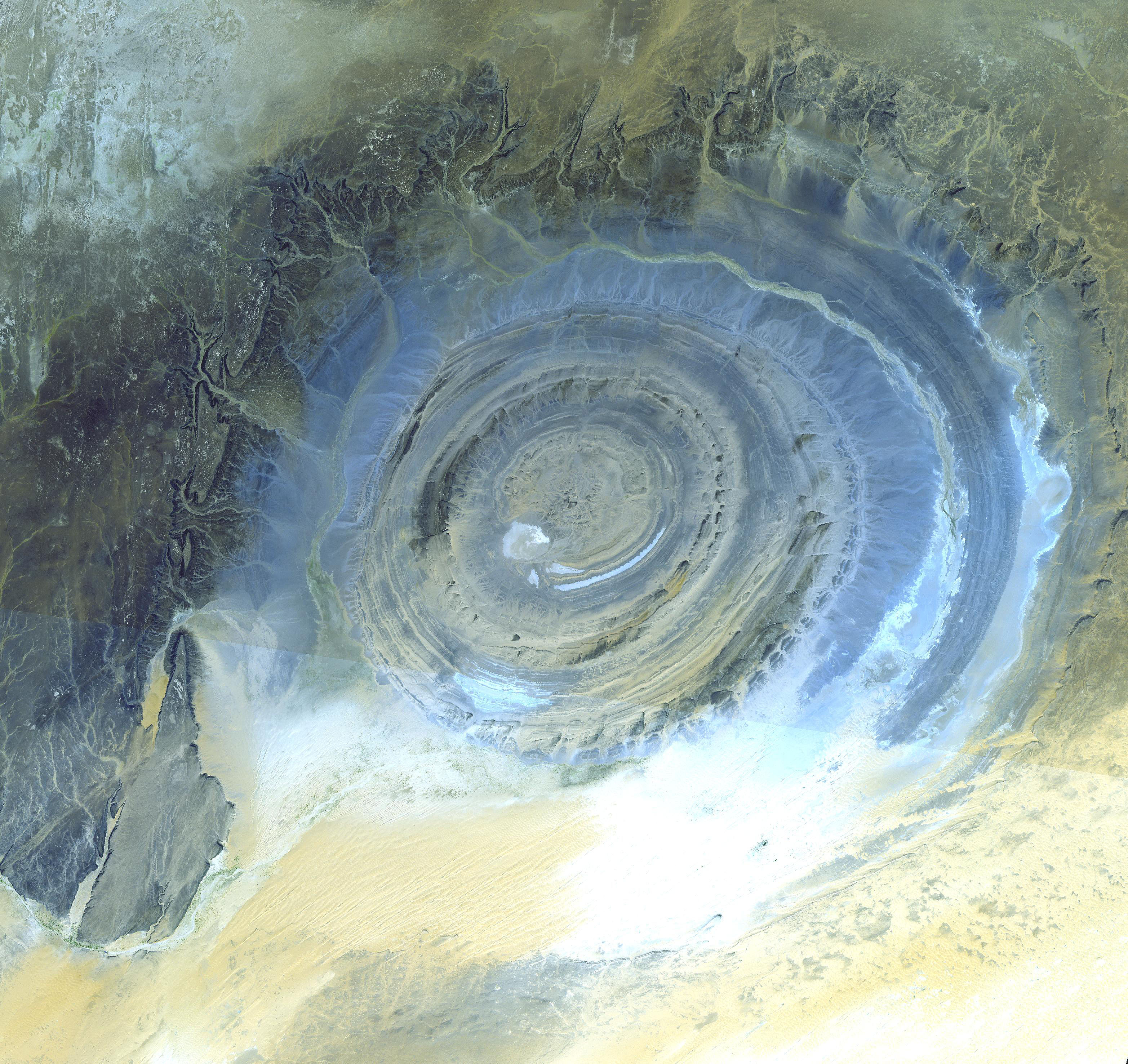
人工衛星から捉えたリシャット構造

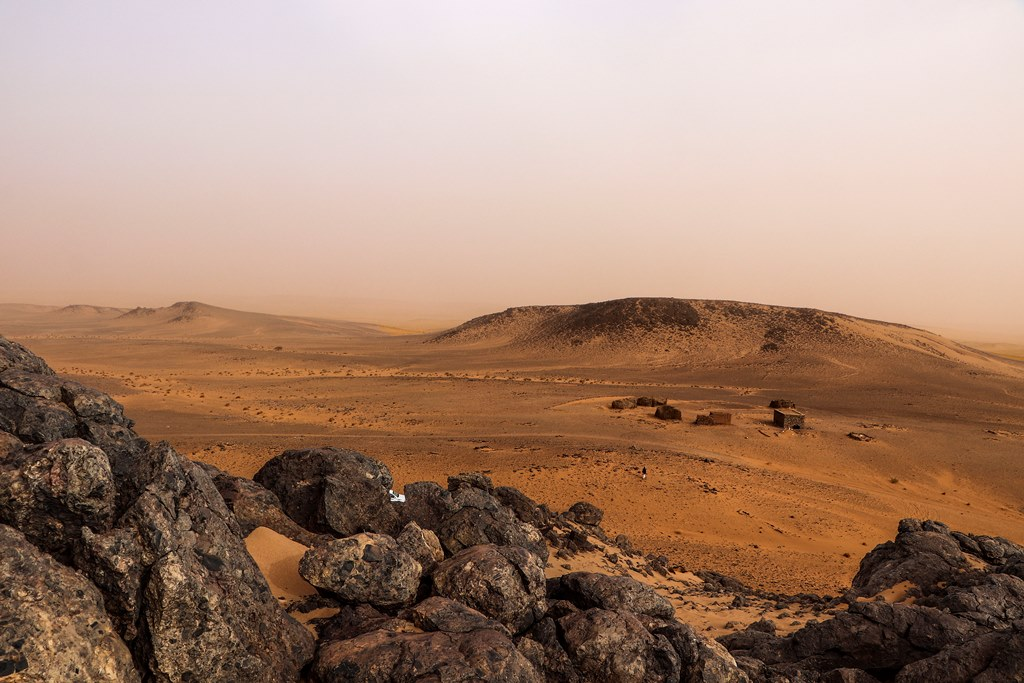
内部の様子

リシャット構造 (Guelb er Richat) とは、アフリカ北西部、モーリタニアの中央部に位置する巨大な円形の地質学的特徴である。リシャット構造体ともいう。
直径は約50kmに及び、宇宙空間からでないと、その全容は掴めない。その形状から「アフリカの目」、「サハラの目」と呼ばれることもある。周囲はサハラ砂漠に囲まれ、標高100～200mほどの高台の中に、窪地となったリシャット構造が存在する。構造内部は、同心円上に標高100mほどの山が幾重にも重なっている。発見当初は、隕石の衝突によるクレーターと思われていたが、調査の結果、特有の鉱物が存在しないこと、直径に比べて深さが浅いことなどから、これは否定されている。山を形成するのはカンブリア紀の固い岩石であり、長年の風化や浸食によって、柔らかい岩石部分が削られ、このような地形が形成されたとされる。環状となったのはドーム状の隆起運動のためと考えられる。この地点の座標は21.124536, -11.404839である。
哲学者プラトンの記した「アトランティス」の都市に形が似ていることから、都市伝説系の動画サイトやSNSを中心として様々な考察が行われている。
2022年のIUGS地質遺産に選定されている。

## 外部リンク

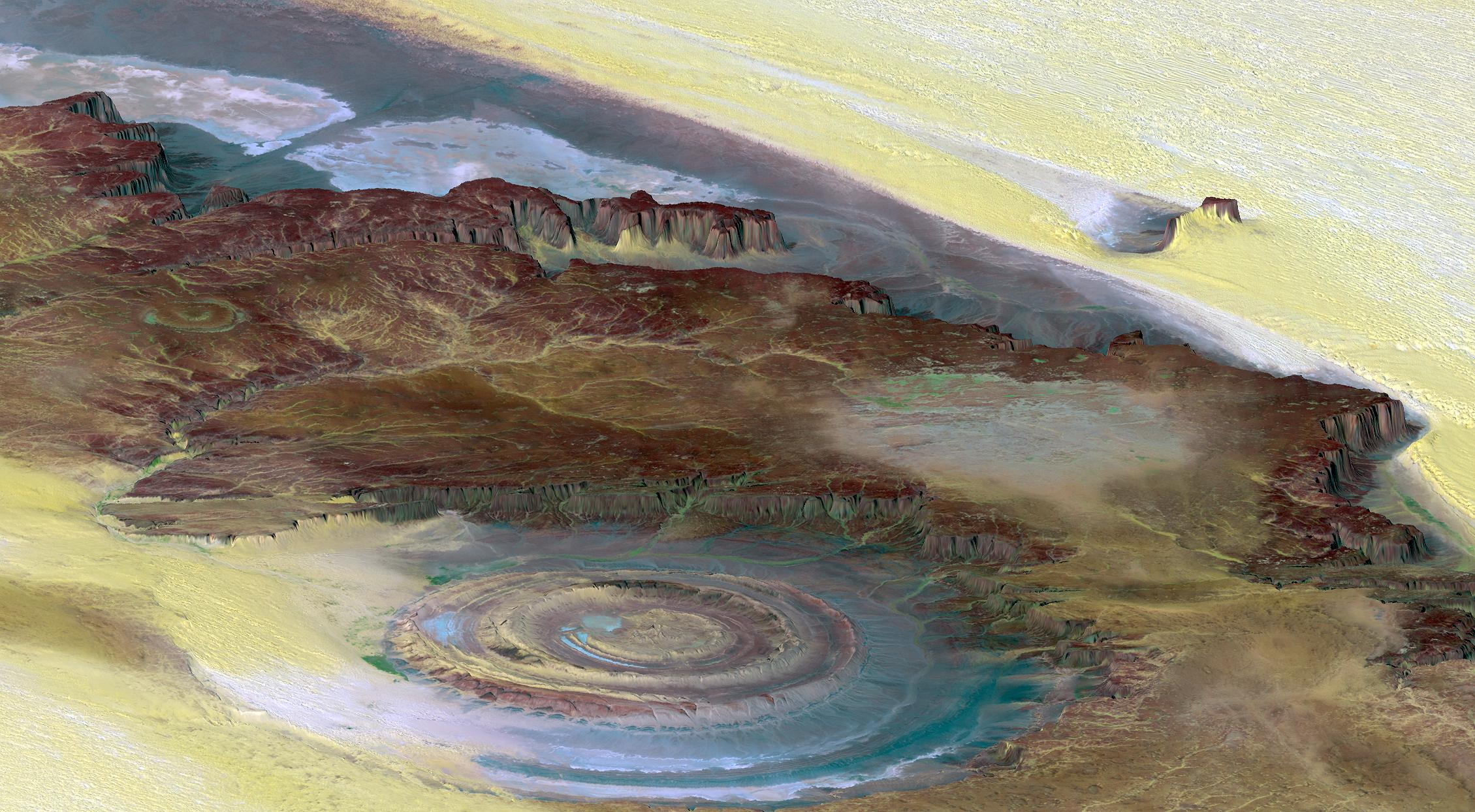
SRTMによる地形学的に再構築した画像